# Chris Christie
Chris Christie (* 6. září 1962 Newark, New Jersey) je americký politik, člen republikánské strany. Bývalý guvernér New Jersey.

## Život
Přesným jménem Christopher James Christie patřil svého času k nejvýraznějším republikánským politikům. Je synem Sondry a Wilbura Christie, má sestru Dawn a bratra Todda. Od roku 1986 ženatý s Mary Pat, kterou potkal na University of Delaware. Mají spolu čtyři děti: Andrew, Sarah, Patrick a Bridget. Ve volbách na podzim v roce 2009 byl zvolen a s účinností od roku 2010 byl guvernérem státu New Jersey a post obhájil i v dalších volbách v roce 2013 – opět s účinností od následujícího roku 2014.
Velkou popularitu si získal během hurikánu Sandy v roce 2012, notnou část stoupenců ovšem ztratil o rok později kvůli skandálu s mostem George Washingtona. Jeho spolupracovnice totiž záměrně vyvolala několikahodinovou dopravní zácpu, aby dostala do potíží demokratického konkurenta.

### Kandidatury v prezidentských volbách
O jeho možné kandidatuře se spekulovalo už před prezidentskými volbami 2012. Kandidovat se rozhodl v prezidentských volbách 2016. Zatímco v létě roku 2011 byly jeho šance považovány za poměrně slušné, realita v roce 2016 byla jiná, a to navzdory předpokladům analytiků, že bude černým koněm primárek. Republikány ale svojí přímočarostí a mottem: "Nazývat věci pravým jménem" v originále: "Telling it like it is" neoslovil. V debatě před primárkami v New Hampshire se ostře opíral do Marca Rubia a dle komentátorů z něho udělal doslova "malého kluka", což zřejmě způsobilo Rubiův propad z nečekaně úspěšného třetího místa v Iowě s 23,1 % až na páté v New Hampshire s 10,6 %. Christiemu ovšem ani toto nepomohlo a se ziskem 7,5 % skončil šestý právě za Rubiem. Kandidatury se i pro to po poradě s největšími sponzory vzdal 10. února 2016.
Podruhé se rozhodl kandidovat v primárkách před prezidentskými volbami v roce 2024. Jeho podpora mezi republikánskými voliči se však pohybovala v nižších jednotkách procent, i napodruhé se tak rozhodl o funkci prezidenta dále neusilovat. Z republikánských primárek odstoupil 10. ledna 2024.